# Salino
Salino (deutsch Saulin) ist ein Dorf in der polnischen Woiwodschaft Pommern. Es gehört zur Gmina Gniewino (Landgemeinde Gnewin) und mit dieser zum Powiat Wejherowski (Neustädter Kreis).
Im Mittelalter war die Ortschaft ein Vorort des Landes Saulin, heute ist sie ein kleines Dorf mit etwa 100 Einwohnern.

## Geographische Lage
Das Dorf liegt in Hinterpommern, etwa 250 km östlich von Stettin und etwa 50 km nordwestlich von Danzig. Östlich des Dorfes liegt der Sauliner See.

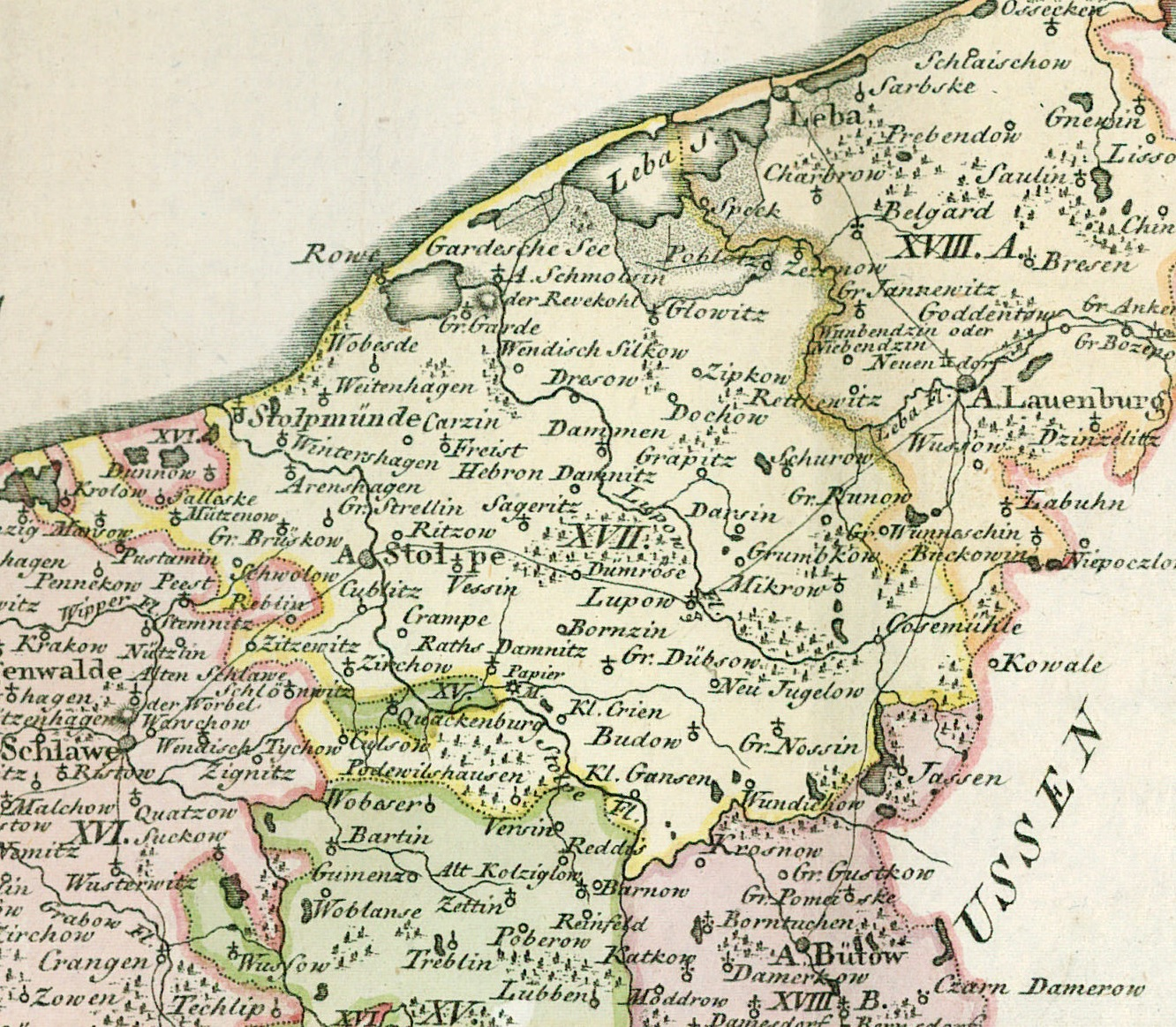
Saulin, Kirchdorf, nordöstlich der Stadt Stolp (früher Stolpe geschrieben), nordnordöstlich der Stadt Lauenburg i. Pom. und ostsüdöstlich der Stadt Leba, auf einer Landkarte von 1794

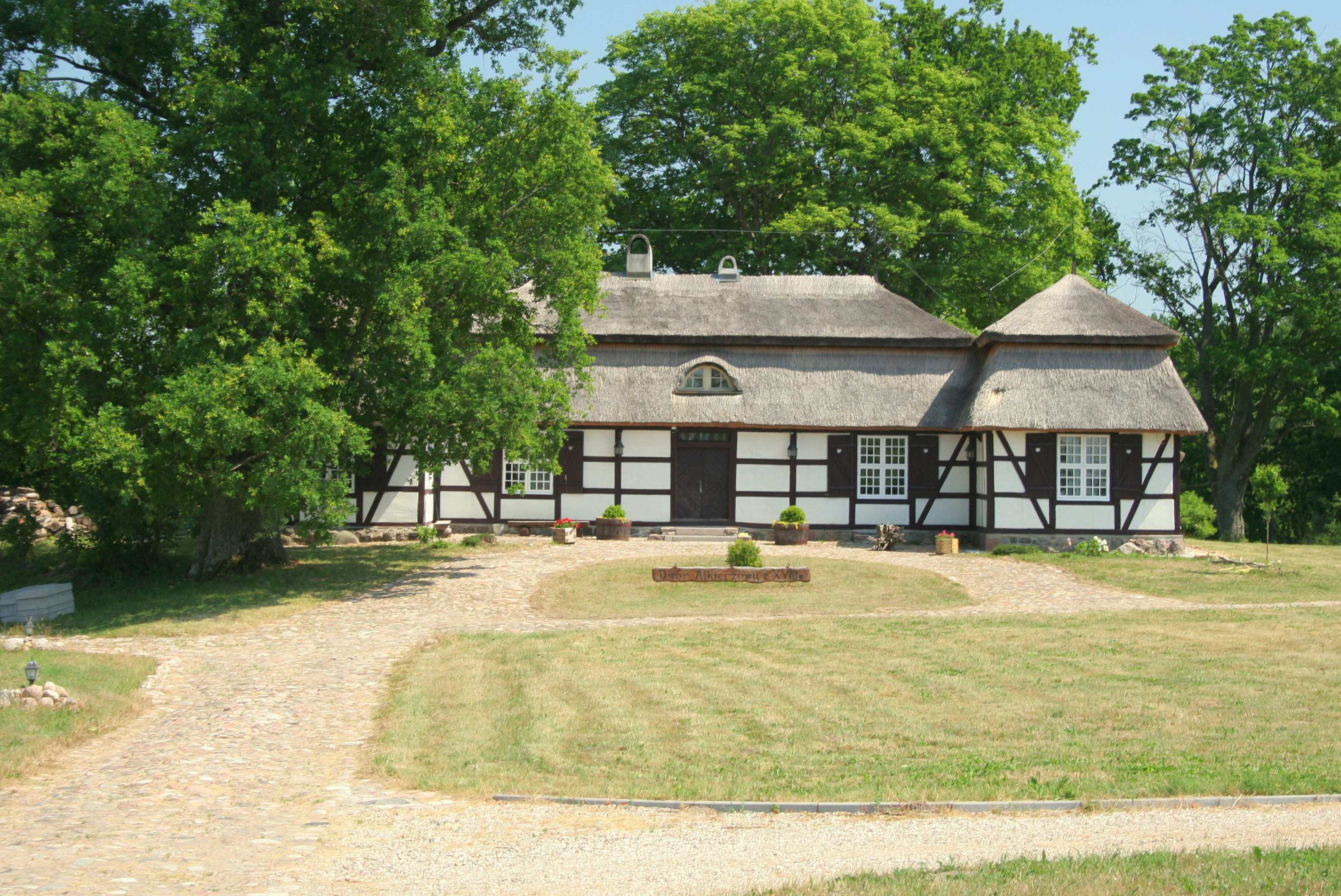
Gutshaus aus dem 18. Jahrhundert (2010)

## Geschichte
Aus der Frühgeschichte ist ein Slawischer Burgwall auf einer Insel im Sauliner See erhalten.
Im 13. Jahrhundert bildete Saulin den Vorort des Landes Saulin, das im Herzogtum Pommerellen bestand. Als der Deutsche Orden nach dem Vertrag von Soldin (1309) die Gegend in Besitz nahm, fasste er dieses Land Saulin und das östlich davon gelegene Land Belgard zur Vogtei Lauenburg, später Land Lauenburg, zusammen. Möglicherweise war Saulin im 13. Jahrhundert auch ein kirchlicher Mittelpunkt; jedenfalls wurde 1268 ein Propst von Saulin genannt.
Im Jahre 1344 wurde das Dorf Saulin mit der dort bestehenden Pfarrei durch den Hochmeister des Deutschen Ordens, Ludolf König von Wattzau, dem Heiliggeisthospital in Danzig verliehen. 1378 nahm der Orden Saulin gegen Entschädigung zurück, wies es aber 1384, zusammen mit dem benachbarten Dorf Groß Schwichow, erneut dem Heiliggeisthospital zu. Das Heiliggeisthospital hatte laufend Besitzstreitigkeiten, so um 1400 mit den Bauern von Saulin wegen der Fischerei auf dem Sauliner See.
Das Heiliggeisthospital verkaufte schließlich Saulin, ebenso wie Groß Schwichow, an die Adelsfamilien von Schwichow und von Enzow. Um 1500 kam Saulin auf ungeklärte Weise in den Besitz der Familie von Krockow, worüber es zu hundertjährigen Rechtsstreitigkeiten kam, in deren Verlauf sogar im Jahre 1513 die Krockows exkommuniziert wurden. Doch blieben die Krockows bis ins 17. Jahrhundert im Besitz von Saulin. 1658, anlässlich der Huldigung des Landes Lauenburg für den neuen brandenburgischen Landesherren, ist ein Christoph Bonin, alias Cunicki, als auf Saulin pfandgesessen genannt.
Während der Reformationszeit wurde die Kirche von Saulin lutherisch. Zwar versuchte 1590 Bischof Hieronymus Rozdrazewski von Leslau, die Kirche zu rekatholisieren, doch konnte er sich damit nicht durchsetzen.
Um 1784 bestanden in Saulin 15 Haushalte („Feuerstellen“), der Ort war im Besitz eines Michael Ernst von Rexin. Später sind ein Oberstleutnant Ludwig von Rexin (1801) und ein Major Christoph von Rexin (1823) als Erbherren auf Saulin und Woedtke genannt.
Am 1. April 1927 hatte das Gut Saulin eine Flächengröße von 386 Hektar, und am 16. Juni 1925 hatte der Gutsbezirk 61 Einwohner. Am 30. September 1928 wurde der Gutsbezirk Saulin in die Landgemeinde Saulin eingegliedert.
Anfang der 1930er Jahre hatte die Landgemeinde Saulin eine Flächengröße von 13,5 km². Innerhalb der Gemeindegrenzen standen insgesamt 53 bewohnte Wohnhäuser an vier verschiedenen Wohnstätten:
1. Forsthaus Krausenwald
2. Rexinhof
3. Saulin
4. Woedtke.

Um 1935 gab es am Wohnort Saulin unter anderem einen Gasthof, eine Sattlerei, eine Schmiede, eine Stellmacherei und eine Tischlerei.
Saulin bildete bis 1945 eine Landgemeinde im Landkreis Lauenburg i. Pom. in der preußischen Provinz Pommern des Deutschen Reichs. Saulin war Amtssitz des Amtsbezirks Saulin.
Gegen Ende des Zweiten Weltkriegs besetzte im Frühjahr 1945 die Rote Armee die Region. Bald darauf wurde Hinterpommern zusammen mit Westpreußen und der südlichen Hälfte Ostpreußens von der Sowjetunion der Volksrepublik Polen zur Verwaltung überlassen. In Saulin begann danach die Zuwanderung polnischer Zivilisten, von denen die einheimischen Dorfbewohner aus ihren Häusern und Wohnungen gedrängt wurden. Saulin wurde unter der polonisierten Ortsbezeichnung ‚Salino‘ verwaltet. In der darauf folgenden Zeit wurden die einheimischen Dorfbewohner von der polnischen Administration aus Saulin vertrieben.

### Demographie
| Jahr | Einwohner | Anmerkungen                                    |
| ---- | --------- | ---------------------------------------------- |
| 1818 | 103       | Kirchdorf, mit Wassermühle, adlige Besitzung   |
| 1852 | 170       | Dorf                                           |
| 1925 | 381       | darunter 373 Evangelische und sechs Katholiken |
| 1933 | 344       | [ 11 ]                                         |
| 1939 | 325       | [ 11 ]                                         |

Entwicklung der Einwohnerzahlen seit 1945
- 2000: 080 Einwohner[1]
- 2010: 098 Einwohner[1]
- 2015: 094 Einwohner[1]

## Kirche

### Dorfkirche

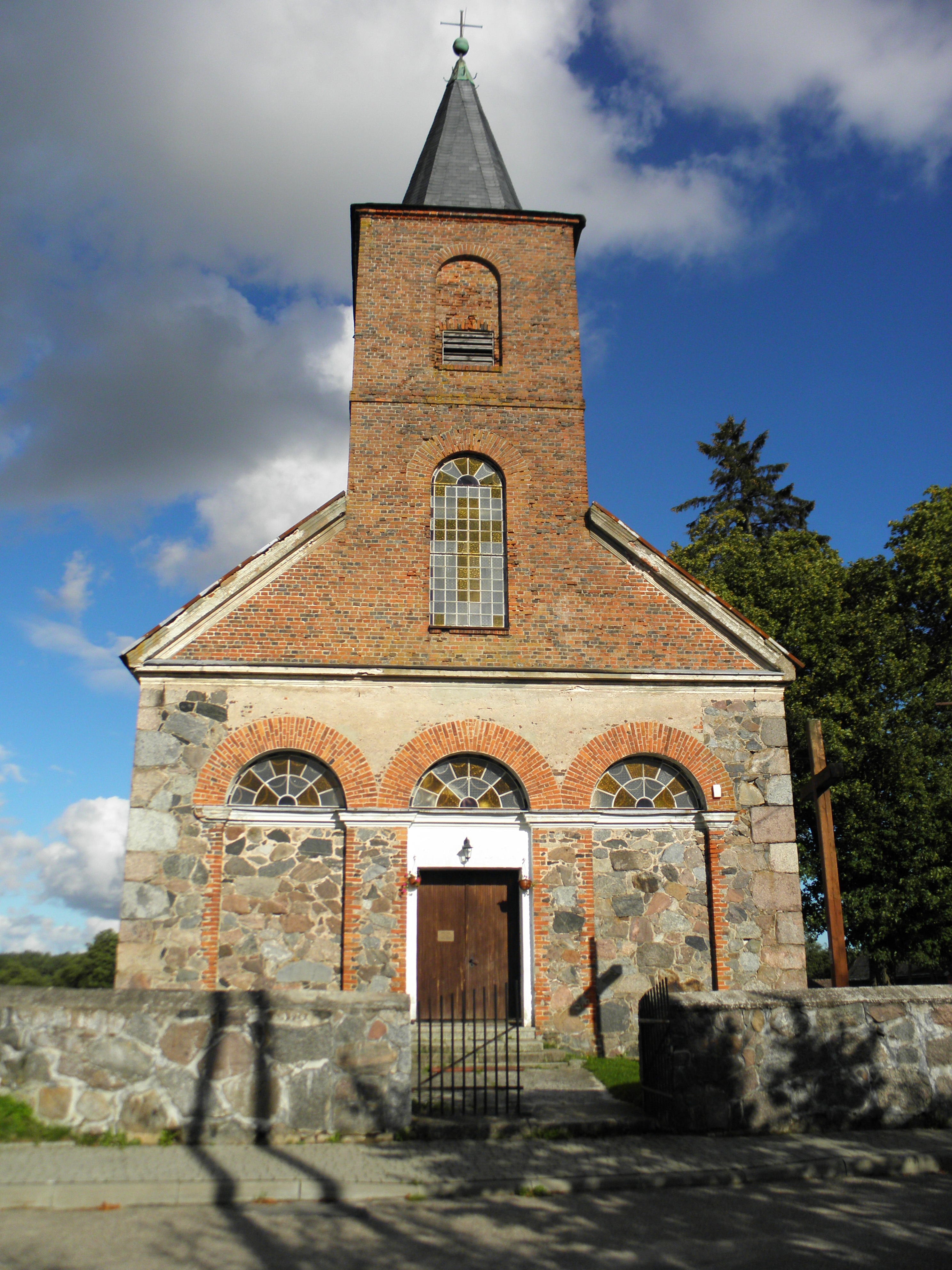
Kirche aus dem 19. Jahrhundert (2011), bis 1945 Gotteshaus der evangelischen Pfarrgemeinde Saulin

Nach dem Zweiten Weltkrieg wurde das evangelische Gotteshaus von der polnischen Administration zugunsten der Römisch-katholischen Kirche in Polen zwangsenteignet und vom polnischen katholischen Klerus ‚neu geweiht‘.

### Kirchspiel bis 1945
Die vor 1945 hier lebenden Dorfbewohner gehörten mit großer Mehrheit der evangelischen Konfession an. Das evangelische Kirchspiel war in Saulin. Der Bestand an Kirchenbüchern reichte bis 1738 zurück.
Das katholische Kirchspiel war in Lauenburg i. Pom.

### Polnisches Kirchspiel seit 1945
Die seit 1945 und Vertreibung der einheimischen Dorfbewohner anwesende polnische Einwohnerschaft ist größtenteils katholisch.
Hier lebende evangelische Polen sind dem Pfarramt in Stolp in der Diözese Pommern-Großpolen der Evangelisch-Augsburgischen Kirche in Polen zugeordnet, das eine gottesdienstliche Außenstation in Lauenburg i. Pom. unterhält.

## Sehenswürdigkeiten
- Kirchengebäude aus der ersten Hälfte des 19. Jahrhunderts. Darin Schnitzarbeiten von Paul Thiede um 1900.
- Herrenhaus, Fachwerkbau aus dem 18. Jahrhundert.